# Moss Sweedler
Moss Eisenberg Sweedler (* 29. April 1942 in Brooklyn) ist ein US-amerikanischer Mathematiker.
Sweedler erwarb 1963 seinen Bachelor-Abschluss und wurde 1965 bei Bertram Kostant am Massachusetts Institute of Technology promoviert (Cocommutative Hopf-algebras with antipode). Anschließend war er ebenda als Instructor tätig. Ab 1967 lehrte er Mathematik an der Cornell University, zunächst als Assistant Professor, ab 1969 als Associate Professor und von 1974 bis zur Emeritierung als Professor. 1970/1971 übernahm er eine Gastprofessur an der University of California, Berkeley.
Von Sweedler stammt ein Standardwerk über Hopf-Algebren. Er benutzte mit Harry Prince Allen 1969 Hopf-Algebren, um eine 25 Jahre alte Vermutung von Nathan Jacobson über die Form verallgemeinerter Witt-Algebren über algebraisch abgeschlossenen Körpern endlicher Charakteristik zu lösen. Später befasste er sich mit kommutativer Algebra und Computer-Algebra. Die Sweedler-Notation bei Koalgebren ist nach ihm benannt.
1974 war er Invited Speaker auf dem Internationalen Mathematikerkongress in Vancouver (Something like the Brauer group). 1980 erhielt er ein Guggenheim-Stipendium. Er ist Fellow der American Mathematical Society.
Einen seiner Aufsätze verfasste er unter dem Pseudonym Boo Barkee (dem Namen seines Hundes in Anlehnung an Bourbaki).

## Schriften
- Hopf algebras with one grouplike element, Trans. Amer. Math. Soc., Band 127, 1967, S. 515–526. 1967
- Cocommutative Hopf algebras with antipode, Bull. Amer. Math. Soc., Band 73, 1967, S. 126–128
- Cohomology of algebras over Hopf algebras, Trans. Amer. Math. Soc., Band 133, 1968, S. 205–239
- The Hopf algebra of an algebra applied to field theory, J. Algebra, Band 8, 1968, S. 262–276
- Hopf Algebras, Benjamin 1969
- mit Stephen Urban Chase: Hopf Algebras and Galois theory, Lecture notes in mathematics, Springer 1969
- mit H. P. Allen: A theory of linear descent based upon Hopf algebraic techniques, J. Algebra, Band 12, 1969, S. 242–294
- Groups of simple algebras, Institut des Hautes Etudes Scientifiques, Band 44, 1975, S. 79–189.
- mit D. Haile, R. Larson: A new invariant for the complex numbers over the real numbers, American Journal of Mathematics, Band 105, 1983, S. 689–814.